# Мягков, Гавриил Иванович
Гавриил Иванович Мягков (1773 — 1840-е) — ординарный профессор военных наук и математики Московского университета, преподаватель Московского университетского пансиона.

## Биография
Происходил из дворян. Обучался в Шкловском кадетском корпусе, по окончании которого, с 1796 года преподавал геометрию, фортификацию и артиллерию в Московском благородном университетском пансионе. В сентябре 1805 года был произведён в магистры военных наук при Московском университете и допущен к чтению в нём лекций; с августа 1808 года — адъюнкт, с декабря 1826 по июнь 1832 года — экстраординарный профессор военных наук. Кроме кафедры военных наук в 1810—1811 годы занимал кафедру чистой математики отделения физических и математических наук. Кроме этого, с апреля 1826 года, он преподавал в Московском кадетском корпусе, выпускником которого был когда-то. Он также преподавал в Московском дворцовом архитектурном училище.

По воспоминаниям А. И. Герцена в «Былом и думах»:
Мягков читал самую жёсткую науку в мире — тактику. От постоянного обращения с предметами героическими самая наружность Мягкова приобрела строевую выправку: застёгнутый до горла, в несгибающемся галстуке, он больше командовал свои лекции, чем говорил. — Господа! — кричал он, — на поле! Об артиллерии! Это не значило: на поле сражения едут пушки, а просто, что на марже такое заглавие. Как жаль, что Николай обходил университет, если б он увидел Мягкова, он его сделал бы попечителем.

## Перечень работ
- «Краткое руководство к военной архитектуре или фортификации» (М., 1805),
- «Полный и новый курс военной архитектуры или фортификации» (5 ч., с атласом чертежей, М., 1808—1812),
- «Опыт артиллерийской тактики» (М., 1824),
- «Теория о механике сводов» (М., 1825),
- «Опыт энциклопедического обозрения военного искусства» (М., 1828),
- «Слово о начале и постепенном усовершенствовании живописи, различии её от скульптуры, её сущности и ценности» (М., 1836)
- «Плоская теоретическая тригонометрия» (М., 1837).[1]